# 柳明玉
柳 明玉（リュウ・ミョンオク、朝鮮語: 류 명옥、英語: Myung Ok Ryu、1983年11月10日 - ）は、朝鮮民主主義人民共和国出身の女子プロボクサーである。

## 来歴
2004年10月29日、瀋陽で古賀友子と対戦し、6回KO勝ちを収めデビュー戦を白星で飾った。
2005年3月30日、瀋陽でIFBA世界スーパーフライ級王者マリアナ・フアレスと対戦し、10回TKO勝ちを収め王座を獲得した。
2005年6月28日、平壌でエリザベス・サンチェスと初代WBC女子世界スーパーフライ級王座決定戦を行い、2回50秒KO勝ちを収め王座獲得に成功した。
2007年4月16日、WBC女子世界スーパーフライ級王座を剥奪された。
2007年10月19日、開城でWBC女子世界スーパーフライ級王者アナ・マリア・トーレスと対戦し、2-1の判定勝ちを収め王座返り咲きに成功した。
2008年4月26日、ケレタロ州ケレタロでアナ・マリア・トーレスと対戦し、0-1の判定で引き分けたがWBC女子世界スーパーフライ級王座の初防衛に成功した。
2009年2月26日、同月13日にバンコクで予定されていたWBC女子世界スーパーフライ級王座の2度目の防衛戦を欠場した為、WBCから王座を剥奪された。欠場の理由は不明である。